# IC 2884
IC 2884 је група звијезда у сазвјежђу Камелеон која се налази на листи објеката дубоког неба у Индекс каталогу.
Деклинација објекта је - 79° 44' 9" а ректасцензија 11h 27m 42,6s. IC 2884 је још познат и под ознакама ESO 20-**2.